# Sinbad of the Seven Seas
Sinbad of the Seven Seas (Sinbad al celor șapte mări) este un film italian fantastic din 1989 regizat de Enzo G. Castellari. Scenariul este creat de Luigi Cozzi pe baza aventurilor lui Sinbad marinarul din O mie și una de nopți. Rolurile principale au fost interpretate de actorii Lou Ferrigno și John Steiner.

## Prezentare
Filmul începe în orașul Basra, unde vrăjitorul cel rău, Jaffar, a preluat controlul minții califului. Pentru a anula acest lucru, Sinbad marinarul trebuie să găsească cele cinci pietre magice care au fost trimise de vrăjitor în diferite locuri de pe pământ. În timpul călătoriei sale, Sinbad trebuie să lupte împotriva diferitelor personaje magice, ajunge pe insula morților, unde trebuie să lupte cu războinici-fantome, iar în final cu dublura sa.  După ce se întoarce în Basra cu toate cele cinci pietre magice, Sinbad trebuie să lupte cu Jaffar însuși. Îl învinge pe Jaffar, o eliberează și pe prințesa Alina, iar pacea revine în oraș.

## Distribuție
- Lou Ferrigno - Sinbad
- John Steiner - Jaffar
- Roland Wybenga - Prince Ali
- Alessandra Martines - Alina
- Stefania Girolami Goodwin - Kira
- Haruhiko Yamanouchi - Cantu
- Cork Hubbert - Poochie
- Yehuda Efroni - The Bald Cook
- Ennio Girolami - Viking
- Teagan Clive - Soukra (ca Teagan)
- Leo Gullotta - Nadir
- Donald Hodson - Caliph
- Melonee Rodgers - Queen Farida
- Romano Puppo - Captain Machine
- Armando MacRory - Town Crier
- Ted Rusoff - Torture Chamber Keeper
- Attilio Cesare Lo Pinto - Zombie King (ca Attilio Lo Pinto)
- Giada Cozzi - Jane
- Daria Nicolodi - Narator

## Producție
Sinbad of the Seven Seas  pretinde că se bazează pe povestirea lui Edgar Allan Poe, A o mie și doua poveste a Șeherezadei, dar nu au fost identificate asemănări în scenariul filmului cu această povestire. Filmul împrumută câteva elemente din Hoțul din Bagdad (1940). Filmul a fost realizat cu o distribuție și echipă tehnică în mare parte italiană. La fel ca cele mai multe filme italiene cu buget redus, a fost filmat pe loc fără echipament de sunet, iar toate dialogurile și efectele sonore au fost dublate mai târziu.

## Primire
A avut premiera la 1 aprilie 1989.